# Vemmelev Sogn
Vemmelev Sogn 
ist eine Kirchspielsgemeinde (dän.: Sogn)
auf der Insel Sjælland im südlichen Dänemark.
Bis 1970 gehörte sie zur Harde Slagelse Herred im damaligen Sorø Amt, danach zur Korsør Kommune im Vestsjællands Amt, die im Zuge der  Kommunalreform zum 1. Januar 2007 in der Slagelse Kommune in der Region Sjælland aufgegangen ist.
Im Kirchspiel leben 2923 Einwohner, davon 2580 im Kirchdorf Forlev (Stand: 1. Januar 2023). Im Kirchspiel liegt die Kirche „Vemmelev Kirke“.
Nachbargemeinden sind im Norden Kirke Stillinge Sogn, im Nordosten Hejninge Sogn, im Osten Hemmeshøj Sogn, im Süden Boeslunde Sogn und im Westen Tårnborg Sogn.